# UX Ursae Majoris-variabel
UX Ursae Majoris-variabeln är en typ av kataklysmisk variabel som kallas novaliknande variabel (NL). Det är frågan om stjärnor som påminner om novor eller dvärgnovor i spektrum eller ljusvariationer, men även variabler med novaliknande utbrott och objekt som inte observerats i utbrott men har små ljusvariationer som påminner omfluktuationerna hos gamla novor som haft utbrott. Noggrannare observationer leder ibland till att variabler klassificeras om från denna kategori.
Också AM Herculis-variablerna och VY Sculptoris-variablerna räknas till de novaliknande variablerna.
Stjärnor som tillhör UX Ursae Majoris-typen har stabila ackretionsskivor vilket gör att inga dvärgnovautbrott förekommer. Det är system som permanent verkar ha fastnat i platåfasen hos UGZ-stjärnor , dvs. dvärgnovor av typen Z Camelopardalis-variabel.
Prototypstjärnan UX Ursae Majoris är också en algolvariabel (EA/WD) Den har en visuell magnitud som varierar mellan +12,57 och 14,15 med en period av 0,196671287 dygn eller 4,720111 timmar.